# Nejc Gazvoda
Nejc Gazvoda (* 5. června 1985 Novo mesto) je současný slovinský spisovatel. Absolvoval gymnázium v Novém mestě, poté studoval Akademii pro divadlo, rozhlas, film a televizi Univerzity v Lublani, kde absolvoval obor filmové a televizní režie. Jeho literární prvotiny pocházejí ještě z dob základní školy, jako student gymnázia napsal sbírku povídek Vevericam nič ne uide, která byla v roce 2004 nominována na nejlepší literární debut.